# Vạn Châu
Vạn Châu (chữ Hán giản thể: 万州区, Hán Việt: Vạn Châu khu) là một quận thuộc thành phố trực thuộc trung ương Trùng Khánh, Cộng hòa Nhân dân Trung Hoa. Quận này có diện tích 3.457 km2>, dân số người 1,739 triệu người (2018). Đây là quận có diện tích lớn nhất Trùng Khánh. Quận này có GDP 98,258 tỷ Nhân dân tệ (2018), GDP đầu người 59.853 Nhân dân tệ (2018), tốc độ tăng GDP bình quân năm đạt 13,4%. Quận này có Sân bay Ngũ Kiều Vạn Châu có thể phục vụ máy bay Boeing 737 và Boeing 757 hoặc tương đương. Cảng Vạn Châu có năng lực 15 bốc xếp triệu tấn hàng mỗi năm, có thể đón tàu trên một vạn tấn.

## Phân chia hành chính
Quận Vạn Châu bao gồm 11 nhai đạo biện sự xứ, 29 trấn, 10 hương, 2 hương dân tộc:
- Nhai đạo: Cao Duẩn Đường, Thái Bạch, Bài Lâu, Song Hà Khẩu, Long Đô, Chu Gia Bá, Sa Hà, Chung Cổ Lâu, Bách An Bá, Ngũ Kiều, Trần Gia Bá.
- Trấn: Tiểu Chu, Đại Chu, Tân Hương, Tôn Gia, Cao Phong, Long Sa, Hưởng Thủy, Vũ Lăng, Nhương Độ, Cam Ninh, Thiên Thành, Hùng Gia, Cao Lương, Lý Hà, Phân Thủy, Dư Gia, Hậu Sơn, Đạn Tử, Trường Lĩnh, Tân Điền, Bạch Dương, Long Câu, Tẩu Mã, La Điền, Thái Long, Trường Than, Thái An, Bạch Thổ, Quách Thôn.
- Hương: Trụ Sơn, Thiết Phong, Khê Khẩu, Trường Bình, Yến Sơn, Lê Thụ, Phổ Tử, Hoàng Bách, Cửu Trì, Tì Trúc.
- Hương dân tộc Thổ Gia: Địa Bảo, Hằng Hợp.